# 8 cm Luftminenwerfer M. 15
Il 8 cm Luftminenwerfer M. 15 fu un mortaio leggero austro-ungarico utilizzato dall'Imperiale e regio esercito durante la prima guerra mondiale.

## Storia
Le truppe che combattevano sul fronte italiano volevano un mortaio che non facesse tanto rumore o producesse tanto fumo quanto il 9 cm Minenwerfer M. 14, così furono progettati nel 1915 due mortai pneumatici il 8 cm Luftminenwerfer M. 15 e ed il 15 cm Luftminenwerfer M. 15 M. E. dalla 58° divisione di fanteria austro-ungarica, di stanza nel Goriziano, sul settore dell'Isonzo. Le prime armi furono fabbricate nelle officine del reparto, ma ben presto la produzione fu trasferita a un'azienda civile di Budapest.

## Tecnica
Era un'arma semplice, alimentata ad aria compressa da una bombola; il principio di innesco era basato su una vite frangibile che tratteneva il proiettile finché la pressione dell'aria nella camera posteriore non fosse stata abbastanza forte da romperla. Talvolta il nome era accompagnato dal nome 'Roka-Halasz'.